# Gardnerycteris
Gardnerycteris – rodzaj ssaków z podrodziny  liścionosów (Phyllostominae) w obrębie rodziny liścionosowatych (Phyllostomidae).

## Rozmieszczenie geograficzne
Rodzaj obejmuje gatunki występujące od Meksyku przez Amerykę Centralną do Ameryki Południowej.

## Morfologia
Długość ciała (bez ogona) 40–91 mm, długość ogona 16–27 mm, długość ucha 23–28 mm, długość tylnej stopy 9–14 mm, długość przedramienia 45–52 mm; masa ciała 11–16 g.

## Systematyka
Rodzaj zdefiniowali w 2014 roku peruwiańscy zoolodzy Natalí Hurtado i Víctor Pacheco w artykule zatytułowanym Analiza filogenetyczna rodzaju „Mimon” Gray, 1847 (Mammalia, Chiroptera, Phyllostomidae) wraz z opisem nowego rodzaju, opublikowanym w czasopiśmie „Therya”. Gatunkiem typowym jest (oryginalne oznaczenie) mimon sierścionosy (G. koepckeae). 

### Etymologia
Gardnerycteris: Alfred Lunt Gardner (ur. 1937), amerykański teriolog; gr. νυκτερις nukteris, νυκτεριδος nukteridos ‘nietoperz’.

### Podział systematyczny
Takson wyodrębniony na podstawie danych filogenetycznych z Mimon. Do rodzaju należą następujące gatunki:
| Grafika | Gatunek                  | Autor i rok opisu                  | Nazwa zwyczajowa   | Podgatunki         | Rozmieszczenie geograficzne | Podstawowe wymiary                                      | Status IUCN |
| ------- | ------------------------ | ---------------------------------- | ------------------ | ------------------ | --- | ------------------------------------------------------- | ----------- |
|         | Gardnerycteris crenulata | (É. Geoffroy Saint-Hilaire, 1803)  | mimon pręgowany    | 3 podgatunki       | wschodnia i południowa Kolumbia, Wenezuela, Trynidad i Tobago (Trynidad), region Gujana, Brazylia, wschodni Ekwador, wschodnie Peru i północna Boliwia                                                             | DC: 8–9,1 cm DO: 2,1–2,7 cm DP: 4,8–5,2 cm MC: 12–16 g  | LC          |
|         | Gardnerycteris keenani   | (Handley, 1960)                    |                    | gatunek monotypowy | od południowego Meksyku przez karaibskie zbocza do Panamy i na zachód od Andów w Kolumbii, północno-zachodniej Wenezueli, zachodnim Ekwadorze i skrajnie północno-zachodnim Peru; zakres wysokości: 0–600 m n.p.m. | DC: 4–6,6 cm DO: 2,3–2,4 cm DP: 4,8–5,2 cm MC: 12–16 g  | NE          |
|         | Gardnerycteris koepckeae | (A.L. Gardner & J.L. Patton, 1972) | mimon sierścionosy | 2 podgatunki       | Meksyk (od południowej części stanu Veracruz i stanu Oaxaca) na południe do Ekwadoru, Peru, Boliwii i Brazylii, również Trynidad i Tobago (Trynidad); zakres wysokości: 0–500 m n.p.m.                             | DC: 8,7–10,7 cm DO: 1–1,8 cm DP: 4,6–6,3 cm MC: 33–45 g | DD          |

Kategorie IUCN:  LC  – gatunek najmniejszej troski, DD  – gatunki o nieokreślonym stopniu zagrożenia;  NE  – gatunki niepoddane jeszcze ocenie. 